# Родопски балканопеталум
Родопският балканопеталум (Balkanopetalum rhodopinum) е животно от семейство Шизопеталиди, критично застрашено от изчезване.

## Местообитание
Среща се в пещерите Новата и Юбилейна. Има сведения за популации и в Снежанка. Най-тъмните части, пукнатините, прилепното гуано са най-привлекателните места за този вид.